# Claude Rayner
Pour les articles homonymes, voir Rayner.
Temple de la renommée : 1973
Claude Earl Rayner (né le 11 août 1920 à Sutherland dans la Saskatchewan au Canada - mort le 6 octobre 2002 à Langley) est un entraîneur et un joueur professionnel canadien de hockey sur glace qui évoluait au poste de gardien de but.

## Biographie
Rayner débute en junior avec les Wesleys de Saskatoon. Il joue ensuite les Thistles de Kenora avec lesquels il dispute la Coupe Memorial en 1940, finale perdue face aux Generals d'Oshawa. Pour la saison 1940-1941, il rejoint les Americans de New York dans la Ligue nationale de hockey (LNH). Il interrompt sa carrière en 1942 pour s'enrôler dans la Marine Canadienne lors de la Seconde Guerre mondiale. En 1945, il est de retour dans la LNH avec les Rangers de New York, les Americans ayant stoppé leurs activités en 1942 après être devenus l'espace d'une saison les Americans de Brooklyn. Il passe huit saisons avec les Rangers au cours desquelles il est nommé à trois reprises, en 1949, 1950 et 1951 dans la deuxième équipe d'étoiles. En 1950, il parvient en finale de la Coupe Stanley mais ne peut empêcher les Red Wings de Détroit, meilleure équipe de la saison régulière, de remporter leur quatrième titre. Il est cependant récompensé à titre individuel et remporte le trophée Hart du meilleur joueur de la saison. Il termine sa carrière dans la LNH en 1953 en hockey puis sa carrière professionnelle trois ans plus tard.
En 1962, il devient entraîneur des Flyers d'Edmonton dans la Western Hockey League mais l'expérience ne dure qu'une saison alors que l'équipe ne remporte que 24 de ses 70 matchs.
Il est intronisé au temple de la renommée du hockey en 1973 en hockey. Il meurt d'une attaque cardiaque à son domicile le 6 octobre 2002.

## Statistiques
| Saison     | Équipe                 | Ligue          |     | Saison régulière | Saison régulière | Saison régulière | Saison régulière | Saison régulière | Saison régulière | Saison régulière | Saison régulière | Saison régulière | Saison régulière |   | Séries éliminatoires | Séries éliminatoires | Séries éliminatoires | Séries éliminatoires | Séries éliminatoires | Séries éliminatoires | Séries éliminatoires | Séries éliminatoires | Séries éliminatoires |
| Saison     | Équipe                 | Ligue          | PJ  | V                | D                | Pr/N             | Min              | BC               | Moy              | % Arr            | Bl               | Pun              | PJ               | V | D                    | Min                  | BC                   | Moy                  | % Arr                | Bl                   | Pun                  |                      |                      |
| 1936-1937  | Wesleys de Saskatoon   | N-SJHL         |     |                  |                  |                  |                  |                  |                  |                  |                  |                  | 3                | 3 | 0                    |                      |                      | 1,33                 |                      | 0                    |                      |                      |                      |
| 1936       | Wesleys de Saskatoon   | Coupe Memorial |     |                  |                  |                  |                  |                  |                  |                  |                  |                  | 9                | 7 | 2                    |                      |                      | 2,18                 |                      | 2                    |                      |                      |                      |
| 1937-1938  | Thistles de Kenora     | LHJM           | 22  |                  |                  |                  |                  |                  | 4,58             |                  | 0                |                  |                  |   |                      |                      |                      |                      |                      |                      |                      |                      |                      |
| 1938-1939  | Thistles de Kenora     | LHJM           | 22  |                  |                  |                  |                  |                  | 2,84             |                  | 0                |                  |                  |   |                      |                      |                      |                      |                      |                      |                      |                      |                      |
| 1939-1940  | Thistles de Kenora     | LHJM           | 24  | 15               | 5                | 4                |                  |                  | 2,68             |                  | 1                |                  | 9                |   |                      |                      |                      | 2                    |                      | 0                    |                      |                      |                      |
| 1940-1941  | Americans de New York  | LNH            | 12  | 2                | 7                | 3                |                  |                  | 3,42             |                  | 0                |                  |                  |   |                      |                      |                      |                      |                      |                      |                      |                      |                      |
| 1940-1941  | Indians de Springfield | LAH            | 37  | 17               | 13               | 6                |                  |                  | 2,29             |                  | 6                |                  |                  |   |                      |                      |                      |                      |                      |                      |                      |                      |                      |
| 1941-1942  | Americans de Brooklyn  | LNH            | 36  | 13               | 21               | 2                |                  |                  | 3,47             |                  | 1                |                  |                  |   |                      |                      |                      |                      |                      |                      |                      |                      |                      |
| 1941-1942  | Indians de Springfield | LAH            | 1   | 1                | 0                | 0                |                  |                  | 4                |                  | 0                |                  |                  |   |                      |                      |                      |                      |                      |                      |                      |                      |                      |
| 1942-1943  | Victoria Navy          | NNDHL          | 12  |                  |                  |                  |                  |                  | 3,25             |                  | 1                |                  | 6                | 2 | 4                    |                      |                      | 4,7                  |                      | 0                    |                      |                      |                      |
| 1943-1944  | Victoria Navy          | PCHL           | 18  |                  |                  |                  |                  |                  | 2,89             |                  | 1                |                  | 2                | 1 | 1                    |                      |                      | 2,77                 |                      | 0                    |                      |                      |                      |
| 1943-1944  | Halifax RCAF           | Coupe Allan    |     |                  |                  |                  |                  |                  |                  |                  |                  |                  | 2                | 1 | 1                    |                      |                      | 2,77                 |                      | 0                    |                      |                      |                      |
| 1945-1946  | Rangers de New York    | LNH            | 40  | 12               | 21               | 7                |                  |                  | 3,76             |                  | 1                |                  |                  |   |                      |                      |                      |                      |                      |                      |                      |                      |                      |
| 1946-1947  | Rangers de New York    | LNH            | 58  | 22               | 30               | 6                |                  |                  | 5,1              |                  | 5                |                  |                  |   |                      |                      |                      |                      |                      |                      |                      |                      |                      |
| 1947-1948  | Rangers de New York    | LNH            | 12  | 4                | 7                | 0                |                  |                  | 3,65             |                  | 0                |                  | 6                | 2 | 4                    |                      |                      | 2,83                 |                      | 0                    |                      |                      |                      |
| 1947-1948  | Ramblers de New Haven  | LAH            | 15  | 7                | 6                | 2                |                  |                  | 2,67             |                  | 0                |                  |                  |   |                      |                      |                      |                      |                      |                      |                      |                      |                      |
| 1948-1949  | Rangers de New York    | LNH            | 58  | 16               | 31               | 11               |                  |                  | 2,9              |                  | 7                |                  |                  |   |                      |                      |                      |                      |                      |                      |                      |                      |                      |
| 1949-1950  | Rangers de New York    | LNH            | 69  | 28               | 30               | 11               |                  |                  | 2,62             |                  | 6                |                  | 12               | 7 | 5                    |                      |                      | 2,25                 |                      | 1                    |                      |                      |                      |
| 1950-1951  | Rangers de New York    | LNH            | 66  | 19               | 28               | 19               |                  |                  | 2,85             |                  | 2                |                  |                  |   |                      |                      |                      |                      |                      |                      |                      |                      |                      |
| 1951-1952  | Rangers de New York    | LNH            | 53  | 18               | 25               | 10               |                  |                  | 3                |                  | 2                |                  |                  |   |                      |                      |                      |                      |                      |                      |                      |                      |                      |
| 1952-1953  | Rangers de New York    | LNH            | 20  | 4                | 8                | 8                |                  |                  | 2,9              |                  | 1                |                  |                  |   |                      |                      |                      |                      |                      |                      |                      |                      |                      |
| 1953-1954  | Quakers de Saskatoon   | WHL            | 68  | 31               | 28               | 9                |                  |                  | 3,1              |                  | 6                |                  | 6                | 2 | 4                    |                      |                      | 3,83                 |                      | 1                    |                      |                      |                      |
| 1954-1955  | Maple Leafs de Nelson  | WIHL           | 2   |                  |                  |                  |                  |                  | 2                |                  | 0                |                  | 1                | 1 | 0                    |                      |                      | 2                    |                      | 0                    |                      |                      |                      |
| 1955-1956  | Maple Leafs de Nelson  | WIHL           | 6   |                  |                  |                  |                  |                  | 3                |                  | 0                |                  |                  |   |                      |                      |                      |                      |                      |                      |                      |                      |                      |
| Totaux LNH | Totaux LNH             | Totaux LNH     | 424 | 138              | 208              | 77               |                  |                  | 3,05             |                  | 25               |                  | 18               | 9 | 9                    |                      |                      | 2,43                 |                      | 1                    |                      |                      |                      |